# 1970-es Formula–1 monacói nagydíj
Az 1970-es Formula–1 világbajnokság harmadik futama a monacói nagydíj volt.

## Futam
Egy héttel később Amon is szerzett egy győzelmet a Marchnak az International Trophyn, Silverstone-ban. A monacói nagydíj előtt a Lotus elkészült a 72-essel, de úgy döntöttek ragaszkodnak a régi 49-esekhez. Monacóban egy új versenyző: a svéd Ronnie Peterson debütált a mezőnyben egy Marchcsal. Az időmérő edzésen Stewarté lett a pole, mellőle Amon indult az első sorból. Mögülük Hulme és Brabham indult.
Stewart megtartotta a vezetést a rajt után Amon, Brabham, Ickx és Beltoise előtt. A 2. körben Beltoise megelőzte Ickxt, aki a 12. körben kiállt tengelyhiba miatt. Beltoise a 22. körig maradt versenyben, amikor erőátviteli hiba miatt kiesett. Ugyanebben a körben Brabham a második helyre jött fel. Öt körrel később Stewart motorjával probléma akadt, a skót visszaesett a mezőnyben, ezzel Brabham vezetett Amon és Hulme előtt. A McLaren versenyzőjének problémája akadt a váltójával, Rindt és Siffert mögé esett vissza. A 61. körben Amon hátsó tengelytörés miatt esett ki, így Rindt a második helyre jött fel, 9 másodperccel a vezető Brabham mögött. Az osztrák ledolgozta hátrányát az utolsó körre, Brabham az utolsó kanyarban túl későn fékezett és a szalmabáláknak ütközött. A győzelem ezzel Rindté lett, Brabham visszatért a második helyre, míg Pescarolo lett a harmadik.
| Helyezés | #  | Versenyző            | Csapat/Motor       | Futott körök | Idő/Kiesés oka      | Rajthely | Pontszám |
| -------- | -- | -------------------- | ------------------ | ------------ | ------------------- | -------- | -------- |
| 1        | 3  | Jochen Rindt         | Lotus-Ford         | 80           | 1h54:36,8           | 8        | 9        |
| 2        | 5  | Jack Brabham         | Brabham-Ford       | 80           | + 23,1              | 4        | 6        |
| 3        | 9  | Henri Pescarolo      | Matra              | 80           | + 51,4              | 7        | 4        |
| 4        | 11 | Denny Hulme          | McLaren-Ford       | 80           | + 1:28,3            | 3        | 3        |
| 5        | 1  | Graham Hill          | Lotus-Ford         | 79           | + 1 kör             | 16       | 2        |
| 6        | 17 | Pedro Rodríguez      | BRM                | 78           | + 2 kör             | 15       | 1        |
| 7        | 23 | Ronnie Peterson      | March-Ford         | 78           | + 2 kör             | 12       |          |
| 8        | 19 | Jo Siffert           | March-Ford         | 76           | Kifogyott üzemanyag | 11       |          |
| Kiesett  | 28 | Chris Amon           | March-Ford         | 60           | Felfüggesztés       | 2        |          |
| HN       | 24 | Piers Courage        | De Tomaso-Ford     | 58           | Helyezés nélkül     | 9        |          |
| Kiesett  | 21 | Jackie Stewart       | March-Ford         | 57           | Motorhiba           | 1        |          |
| Kiesett  | 16 | Jackie Oliver        | BRM                | 42           | Motorhiba           | 14       |          |
| Kiesett  | 8  | Jean-Pierre Beltoise | Matra              | 21           | Differenciálmű      | 6        |          |
| Kiesett  | 12 | Bruce McLaren        | McLaren-Ford       | 19           | Felfüggesztés       | 10       |          |
| Kiesett  | 14 | John Surtees         | McLaren-Ford       | 14           | Olajnyomás          | 13       |          |
| Kiesett  | 26 | Jacky Ickx           | Ferrari            | 11           | Féltengely          | 5        |          |
| NK       | 10 | Andrea de Adamich    | McLaren-Alfa Romeo |              |                     |          |          |
| NK       | 6  | Rolf Stommelen       | Brabham-Ford       |              |                     |          |          |
| NK       | 15 | George Eaton         | BRM                |              |                     |          |          |
| NK       | 2  | John Miles           | Lotus-Ford         |              |                     |          |          |
| NK       | 20 | Johnny Servoz-Gavin  | March-Ford         |              |                     |          |          |

## Statisztikák
Vezető helyen:
- Jackie Stewart: 27 (1-27)
- Jack Brabham: 52 (28-79)
- Jochen Rindt: 1 (80)

Jochen Rindt 2. győzelme, 3. leggyorsabb köre, Jackie Stewart 4. pole-pozíciója.
- Lotus 37. győzelme.

Bruce McLaren 104., utolsó, Ronnie Peterson első versenye.